# Розчинення

Сольватація іона натрію молекулами води

Розчи́нення — процес взаємодії речовин з переходом їх у йонну або колоїдну форми та утворенням гомогенних систем, нових сполук. Розчинення супроводжується руйнуванням взаємодій між молекулами індивідуальних речовин і утворенням міжмолекулярних зв'язків між компонентами розчину. Розчинення можливе тоді, коли енергія взаємодій між компонентами розчину більша від енергії взаємодій у вихідних речовинах.

## Вплив іонізуючого випромінювання на розчинення
Іонізуюче випромінювання за певних умов може бути ефективним способом інтенсифікації розчинення твердих речовин. Зазвичай розрізняють дві області розчинення — дифузійну, яка регулюється процесами переносу речовини у рідкій фазі, та кінетичну, за якої швидкість розчинення багато у чому залежить від властивостей твердої речовини. Для більшості йонних сполук стадія взаємодії розчинника із йонами, розташованими на поверхні твердої фази, перебігає майже миттєво, і швидкість розчинення визначається дифузійними процесами у розчині. У цьому випадку вплив радіаційних дефектів можу бути завуальований, оскільки масоперенесення у рідкій фазі є найбільш повільною стадією розчинення. Однак для окремих сполук (мало- та важкорозчинних) перехід йонів солі до розчину йде доволі повільно і увесь процес залежить від швидкості взаємодії розчинника із твердою речовиною, тобто від його природи, структури й наявності радіаційних дефектів (якщо вони є).
Ознаками гетерогенного процесу розчинення, який контролюється дифузією, є:
- залежність швидкості процесу від швидкості та напрямку руху розчину
- залежність швидкості розчинення від коефіцієнту дифузії й в'язкості рідини у граничному шарі біля поверхні твердого тіла, у якому скопичуються розчинені речовини або продукти реакції
- порівняно невисокі значення температурного коефіцієнту розчинення

Для кінетичної області є характерним:
- зазвичай відносно малі абсолютні значення константи швидкості розчинення
- сталість значень константи швидкості розчинення за різних інтенсивностях перемішування
- швидке збільшення коефіцієнтів швидкості розчинення із температурою

Найбільш часто при вивченні ролі радіаційних дефектів у процесі розчинення солей проводяться досліди у обмеженому об'ємі розчинника, тобто у цьому випадку справедливе рівняння кінетики розчинення більшості сполук у воді:
{\displaystyle {\frac {dc}{dt}}={\frac {\gamma D}{D+\delta \gamma }}S(c_{0}-c_{t})^{n},}
де {\displaystyle D} — коефіцієнт дифузії, {\displaystyle \gamma } — коефіцієнт швидкості міжфазного процесу, {\displaystyle \delta } — ефективна товщина граничного шару, {\displaystyle S} — поверхня розчинюваної сполуки, {\displaystyle n} — порядок реакції розчинення, {\displaystyle c_{0}} — розчинність даної сполуки, {\displaystyle c_{t}} — концентрація розчину по даній сполуці на момент часу {\displaystyle t.}
В якості структурно-чутливої характеристики обирають швидкість розчинення, тобто зміну величини {\displaystyle {\frac {dc}{dt}}} із плином часу, дозою, інтенсивністю опромінення й іншими параметрами. Виникнення у кристалічній ґратці твердил тіл зміщених атомів є одним з ефектів бомбардування тяжкими частинками (нейтрони, протони). Це супроводжується процесами іонізації й збудження із утворенням різних електронних дефектів з наступними перетвореннями (як й за {\displaystyle \gamma }-опромінення). Основні ефекти у металах пов'язані із зміщеними атомами. Для йонних кристалів, навпаки, дефекти електронного типу мають вирішальне значення. Великий вплив на розчинення мають макропорушення структури поверхні опромінюваних кристалів: ямки випаровування, тороси росту, радіаційне розтріскування, зплавлення нерівностей, які спостерігаються як за опромінення електронами, так й за бомбардування тяжкими частинками. Опромінення не завжди створює надлишкову концентрацію дефектів. Іноді буває, що внаслідок радіаційного відпалювання, кристал навіть довершується за рахунок зменшення кількості «біографічних» порушень. Концентрація та природа радіаційних порушень при зберіганні опромінених кристалів зазвичай змінюються по мірі їх взаємодії між собою. Паралельно змінюються й властивості даного зразка. Відповідно, у одних умовах після впливу радіації навіть для одного й того ж зразка процес розчинення може прискорюватися, а у інших сповільнюватися.
Бомбардування нейтронами або будь-якими прискореними тяжкими частинками, викликаючи глибокі, тривало існуючі структурні зміни у кристалічній ґратці, здійснює найбільший вплив на процес розчинення. Наприклад, при опроміненні {\displaystyle \mathrm {Fe_{2}O_{3}} } потоком прискорених протонів із енергією 260 Мев (щільність струму протонів досягала {\displaystyle 10^{16}} протон/см2), швидкість розчинення зростає. Таке збільшення швидкості переходу заліза до розчину {\displaystyle \mathrm {HCl} } пояснюється появою великого числа об'ємних дефектів (вакансії, зміщені атоми. термічні піки) в результаті впливу протонів на кристалічну ґратку {\displaystyle \mathrm {Fe_{2}O_{3}} }. Характерна зміна швидкості розчинення по мірі розчинення визначається двома чинниками: збідненням поверхні дефектами за рахунок їх комбінації і більш легкої їх дифузії у приповерхневій області до міжфазної границі (зтікання дефектів), а також поступовим розчиненням поверхневого шару, оголюючого більш порушені ділянки {\displaystyle \mathrm {Fe_{2}O_{3}} }. Тому й спостерігається декотрий індукційний період у процесі розчинення.
Чутливість швидкості розчинення до опромінювання нейтронами залежить у більшій мірі від типу граней кристалу. Анізотропія радіаційного впливу характерна практично для усіх лужно-галоїдних сполук. Наприклад, у випадку {\displaystyle \mathrm {KCl} } та {\displaystyle \mathrm {NaCl} } найбільш чутлива грань (100), а по граням (110) й (111) розчинення йде із однаковою швидкістю як до, так й після опромінення нейтронами (інтегральний потік {\displaystyle 1\cdot 10^{8}} см−2).
Незалежно від механізму утворення радіаційного заряду й його розподілу у об'ємі твердого тіла за певних умов спостерігаються електричні пробої, які іноді супроводжуються появою фігур Ліхтенберга. Це значить, що усередині опроміненого зразка виникає градієнт електричного поля, перевищуючий пробійну напругу. Наприклад, при опроміненні електронами із енергією 1-2 Мев кристалів {\displaystyle \mathrm {LiF} } у них (при експозиційних дозах {\displaystyle 1\cdot 10^{15}\div 1\cdot 10^{17}} електрон/см2) розвиваються деревоподібні канали — сліди пробоїв як у ході опромінення, так й після нього. Одночасно уздовж каналів й у об'ємі з'являється велика кількість крайових дислокацій й частинки колоїдного літію. Усе це накладається на радіаційні дефекти, які створюються опроміненням. Відсутність пробою не значить відсутність надлишкового радіаційного заряду у промінених потоком іонізуючих частинок діелектриках; зарядження веде до появи об'ємної поляризації, яка зберігається тривалий час й після припинення впливу радіації. Формування радіаційного заряду сильно впливає на кінетику утворення й розподілу радіаційних дефектів у кристалах, на роботу виходу електрона й каталітичні властивості окисних каталізаторів. Наявність зовнішнього електричного поля у такій гетерогенній системі, як тверде тіло-розчинник, або поява надлишкового заряду на границі поділу фаз при опроміненні або поляризації помітно змінює швидкість процесів, які є складовими елементами розчинення (сорбція, кристалізація, орієнтування бо розорієнтування молекул на міжфазній границі, швидкість їх руху у розчині тощо).